# Cockatoo Island (West-Australië)
Cockatoo Island is een plaats en eiland in West-Australië. Het ligt in de Buccaneer Archipelago. Van 1951 tot 2015 werd er ijzererts gedolven.

## Geschiedenis
Kaapvaarder William Dampier bezocht de Buccaneer Archipelo waar het eiland deel van uitmaakt in 1688. Phillip Parker King noemde de archipel, toen hij er op 20 augustus 1821 de kustwateren verkende, de Buccaneer Archipelago, naar het schip van Dampier.
In de jaren 1880 deden parelvissers het eiland aan. Ze laadden er zware van ijzererts doordrongen stenen als ballast. BHP deed onderzoek naar de ontginning van het erts op het eiland in de jaren 1920, en bij het uitbreken van de Tweede Wereldoorlog. In 1944 werd een radarstation op het eiland gevestigd. Een jaar later werd het station verhuisd om bij de invasie van Borneo van dienst te zijn. Na de oorlog ging BHP verder met het bestuderen van de mogelijkheid tot ontginning van het op het eiland aanwezige ijzererts. In 1951 begon het bedrijf met het delven van het erts. Het bouwde voor haar personeel een dorp op het eiland - met een school, supermarkt, openluchtcinema en een café.
Tegen de jaren 1980 was de ijzerertsafzetting tot op zeeniveau afgegraven en in 1986 verliet het laatste BHP-personeel het eiland. De Australische zakenman Alan Bond en zijn vrouw kochten de lease en veranderden het dorp in een resort. 'HWE Mining & Portman Mining' bouwde een zeedijk en begon onder de zeespiegel ijzererts te delven. Het huurde een deel van het resort voor haar personeel. Midden de jaren 1990 diende Bond het resort te verkopen. Het resort bleef actief tot midden de jaren 2000. De ontginning van het ijzererts op het eiland was tegen dan weer van zo'n belang dat het hele resort door mijnpersoneel werd ingenomen. In 2012 nam 'Pluton Resources' het eiland en de ijzerertsvoorraden over.
In 2015 ging het mijnbedrijf in vereffening. Een groep plaatselijke zakenmannen kocht het resort ter renovatie om er terug een toeristische bestemming van te maken. In 2018 werd tussen de overheid, de Dambimangari Aborigines, het mijnbedrijf en het resort een overeenkomst gesloten, om de startbaan op het eiland voor toeristische doeleinden te mogen gebruiken.
Het bedrijf 'Cockatoo Island Mining Pty Ltd' kreeg eind 2020 de mijnlease voor twaalf jaar in handen. Dit leidde tot ongerustheid bij de federale overheid en defensie. Het eiland ligt namelijk nabij de 'Yampi Sound Defence Training Area' en enkele managers van het bedrijf werken vanop het Chinese vasteland.

## Geografie
Cockatoo Island is 6 kilometer lang en 520 hectare groot. Het ligt ongeveer 140 kilometer ten noordwesten van Derby, in de Buccaneer Archipelo, tussen Irvine Island en Koolan Island. Het eiland maakt deel uit van de 'Northern Botanical Province of Western Australia' (Beard 1990) en ligt in de 'Northern Kimberley'-bioregio en de Mitchell-subregio volgens de Interim Biogeographic Regionalisation for Australia.

## Fauna en flora
Het eiland wordt gedomineerd door drie types vegetatie: Eucalyptus, Acacia en Dioscorea. Er groeit ook Triodia sp. Hidden Island en Solanum vansittartense.
Tijdens een onderzoek in 2014 werden op het eiland 106 gewervelde diersoorten aangetroffen waaronder 70 vogels, 24 reptielen, 11 inheemse zoogdieren en een amfibie. De Australische spookvleermuis, de Mormopterus loriae ssp. cobourgiana, de Hipposideros stenotis, de Australische kerkuil Tyto novaehollandiae kimberli, de zeekrokodil en de Australische beverrat werden aangetroffen. Ook drie migratoire vogels , de Australische visarend, de kleine fregatvogel en de oeverloper werden er opgemerkt.
Ardyaloon · Balgo · Beagle Bay · Broome · Camballin · Cockatoo Island · Derby · Fitzroy Crossing · Halls Creek · Kadjina · Kalumburu · Koolan Island · Kununurra · Looma · Oombulgurri · Warmun · Wyndham · Yungngora